# Via Crucis (L'Énova)
El Via Crucis de l'Énova, també conegut com el Calvari, es un monument de la localitat catalogat com a Bé immoble de rellevància local, mitjançant una declaració genèrica de l'once de juny de 1998, amb el códig IGPCV 46.20.119-005.

## Història i descripció
El projecte de construcció del Calvari data de 1798. Es tractava de construir un via crucis amb 14 casalicis fets de lloses de pedra. Inicialmente el via crucis estava ubicat al final del carrer Calvari, però al voltant de 1886, es dugué a terme la seua reubicació al lloc actual al tossal que limita el sud de la població.
El trasllat es produí a instància del pàrroc de la localitat en aquell moment, Roman Quilis, que aconseguí que els veïns o feligresos del poble, pujaren els casalicis allà amunt durant el temps de Quaresma i amb carros de bous. Aquest trasllat es deu per una banda a l'agraïment al Santíssim Crist de la Salut per haver acabat amb la terrible epidèmia de còlera morbo asiàtic del 1885, i per altra com una forma de involucrar al rics del poble en millorar la situaió dels llauradors, que per incidències climatològiques ho havíen perdut tot. El pàrroc demanà diners als més potentats del poble per donar una almoina a canvi de treballar fent el trasllat, pera la qual cosa era necessari adequar el terreny. Així, la primera setmana de treball els jornalers cobraren per fer les feines de adequació del terrenys, però els diners s'acabaren prompte i les següets setmanes traballaven de bades els diumenges i festius fins al migdia.
Es pensa que una de les raons per les quals l'Énova compta amb un via crucis de pedra tant monumental està relacionat amb el reviscoleig del filó calcari de la pedra romana i medieval de la Pedrera dels Quatre Camins, que era conegut en aquells moments com el "Llosar".
El via crucis s'intentà completar amb la construcció en 1886 d'una ermita, l'ermita del Calvari, formant d'aquesta manera un conjunt. L'ermita no fou totalment acabada i en l'actualitat no en queden més que restes.